# Thamnophis hammondii
Thamnophis hammondii е вид змия от семейство Смокообразни (Colubridae).

## Разпространение
Видът е разпространен в Мексико (Долна Калифорния) и САЩ (Калифорния).